# Dražen Okuka
Dražen Okuka (ur. 5 marca 1986 w Örebro) – serbski piłkarz, występujący na pozycji obrońcy. Jest synem Dragomira Okuki, byłego trenera Legii Warszawa oraz Wisły Kraków.